# Soga no Iname
Soga no Iname (蘇我稲目, année de naissance supposée être 506 - 570) était le chef du clan Soga et un homme d'État pendant le règne de l'empereur Kimmei au début de la période Yamato au Japon. Il est le fils de Soga no Koma et le père de Soga no Umako. Il semble être la première personne à avoir occupé le poste de Ō-Omi (大臣) à la cour.
Soga no Iname solidifia son pouvoir à la cour en mariant deux de ses filles, Soga no Kitashi-hime et Soga no Oanegimi-hime à l'empereur Kimmei. Celles-ci donnèrent naissance à 3 futurs empereurs : Yōmei, Sushun et Suiko. Il eut une troisième fille, Ishikina (Iwakina), qui fut une consort de l'empereur Yōmei, son neveu.
D'après le Nihon Shoki, Soga no Iname est aussi connu pour son soutien précoce au bouddhisme qui ne fut introduit au Japon qu'en 587. Ceci valut à Iname l'opposition du clan Mononobe et du clan Nakatomi qui soutenaient les anciennes croyances et notamment le Proto shinto. Cette rivalité entre le clan Soga et ces deux autres clans perdura pendant plusieurs générations.
En 2014, des archéologues ont mis au jour les restes d'un important tombeau de forme pyramidale (41 x 42 m ; hauteur maximale : 7 m) à Asuka et ont fait l'hypothèse qu'il s'agit de la tombe de Soga no Iname.